# M/S Peter Pan
För andra betydelser, se Peter Pan (olika betydelser).
M/S Peter Pan är ett tyskt ropaxfartyg som seglar för TT-Line. Det har varit namn på fem tidigare fartyg för TT-Line, och det sjätte fartyget med detta namn levererades 2023 från China Merchants Jinling Nanjing Shipyard i Nanjing. Det togs i tjänst i början av 2023. Det har systerfartyget M/S Nils Holgersson, som levererades 2022.
Fartyget har fyra huvudmotorer på tillsammans 29.400 kW effekt. Hon tar 800 passagerare.

## Bildgalleri över tidigare M/S Peter Pan

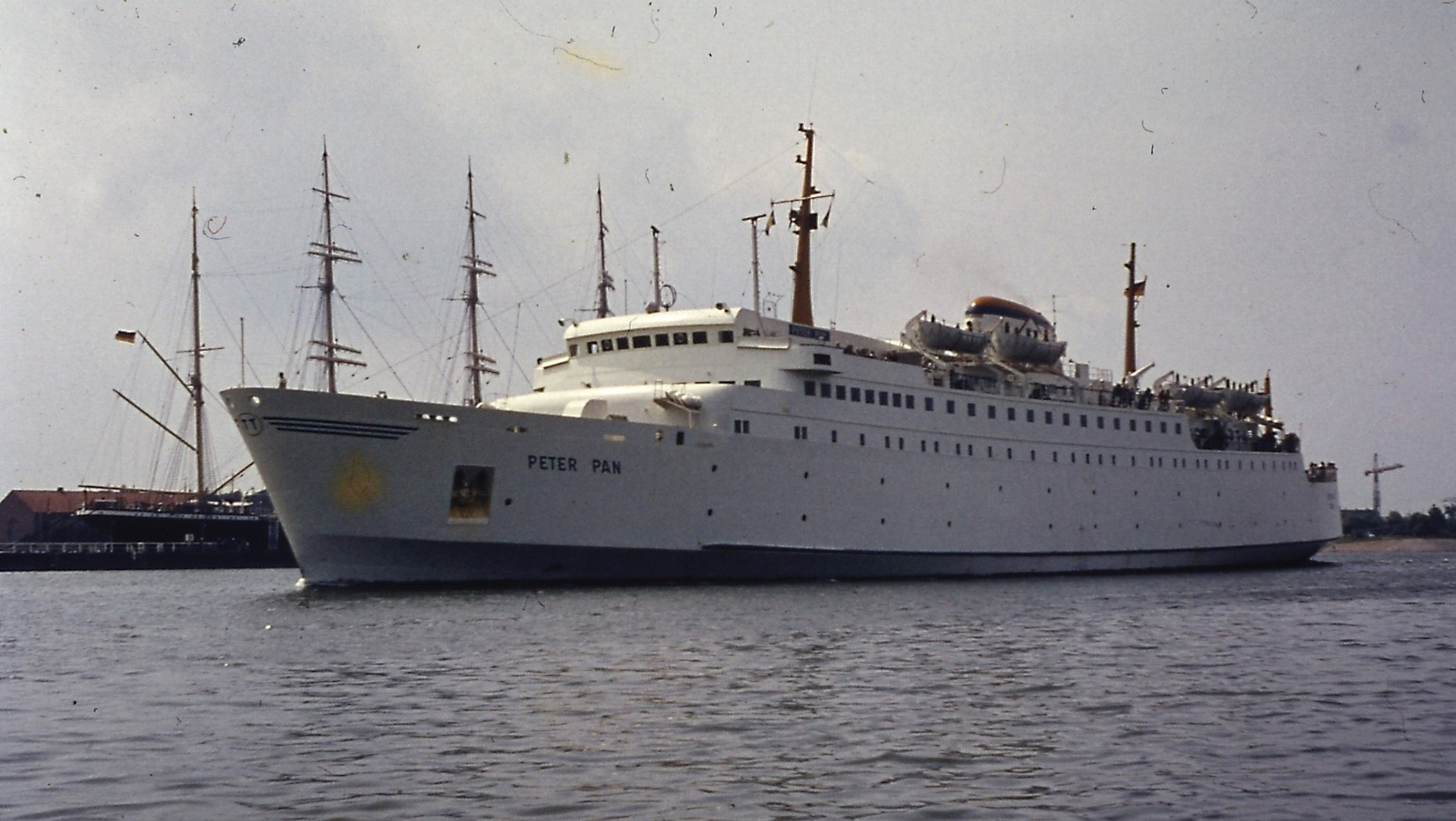
M/S Peter Pan (I) (1964–1973)
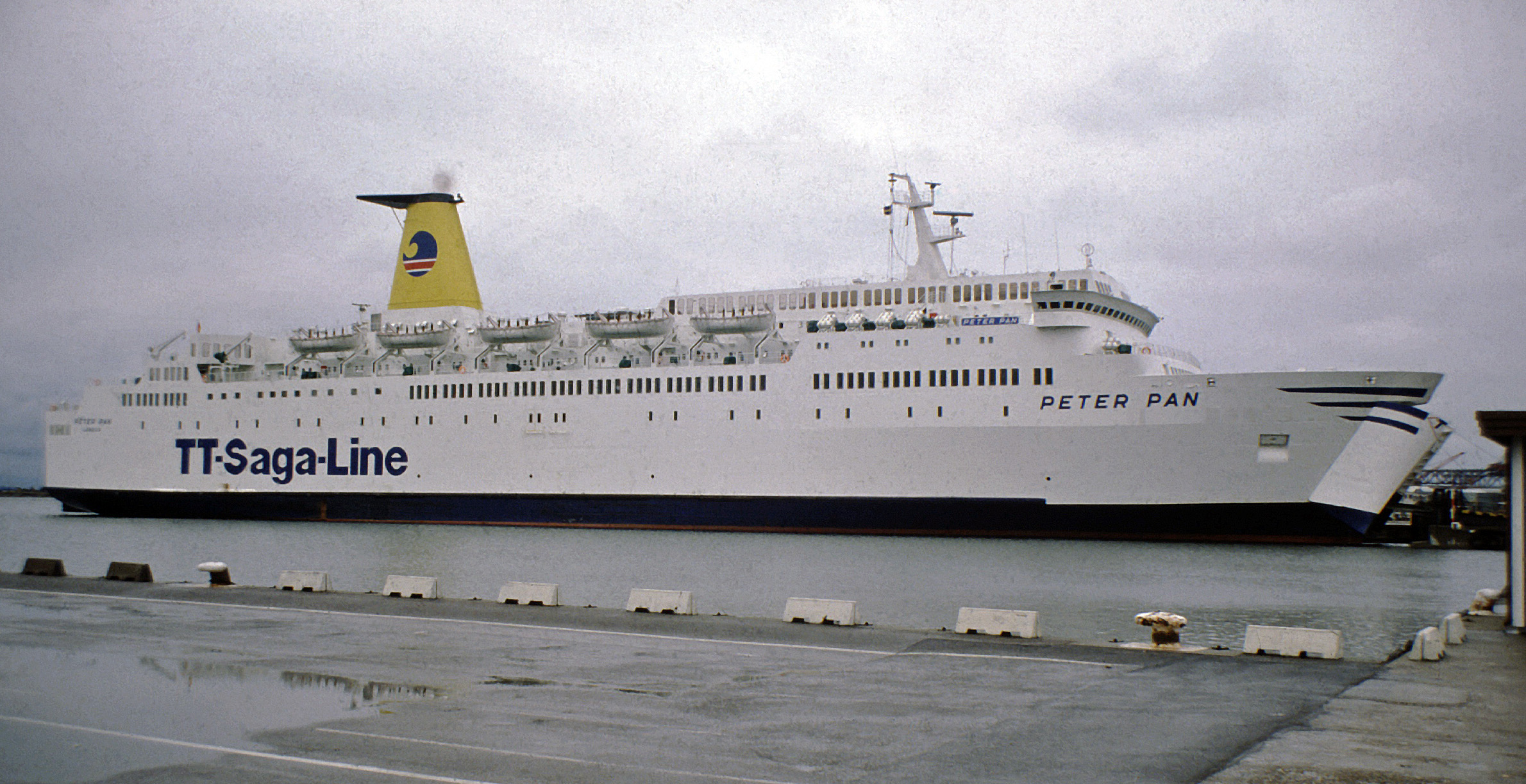
M/S Peter Pan (II) (1974-1987)
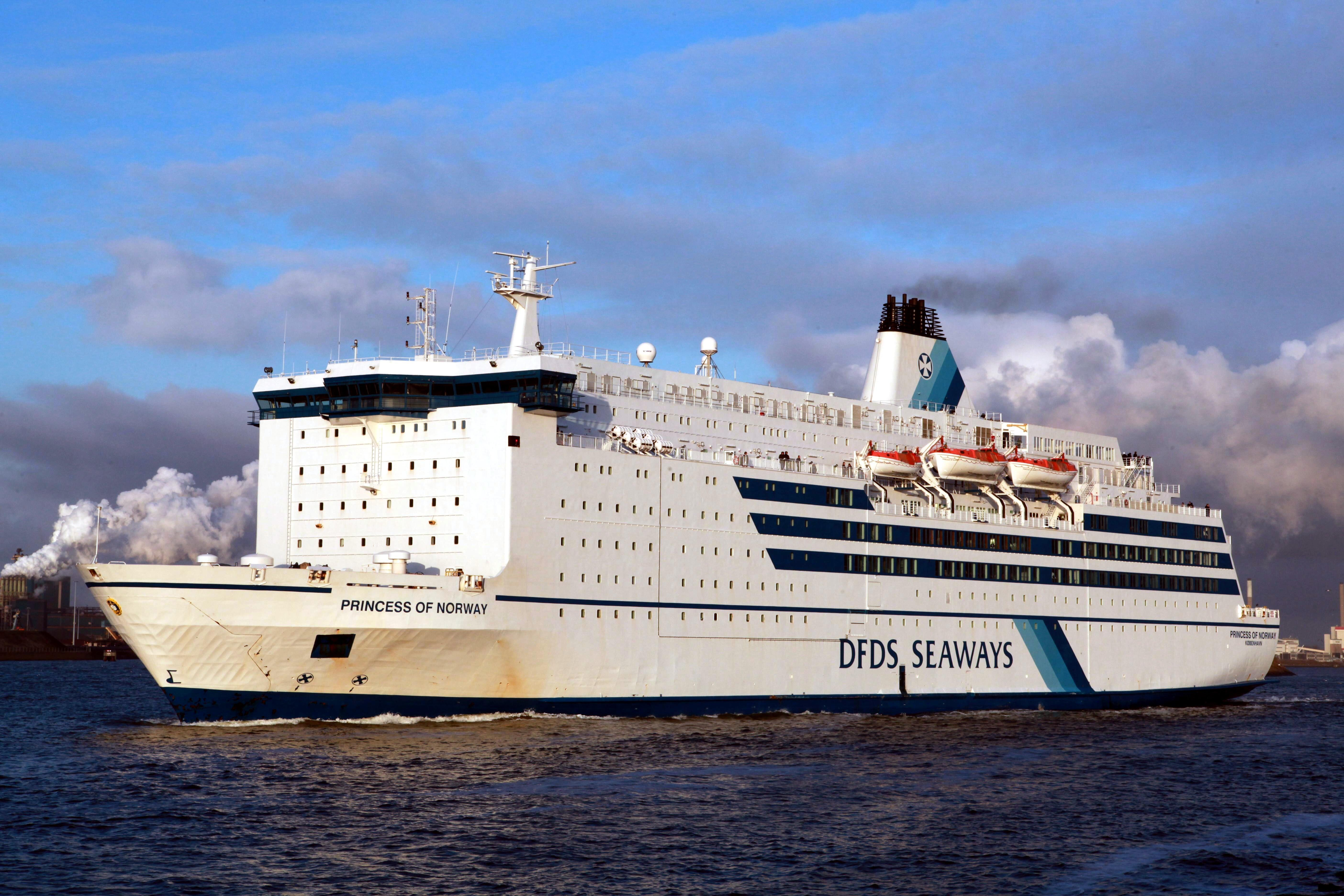
M/S Peter Pan (III) (1986–1993) numera M/S Princess Seaways
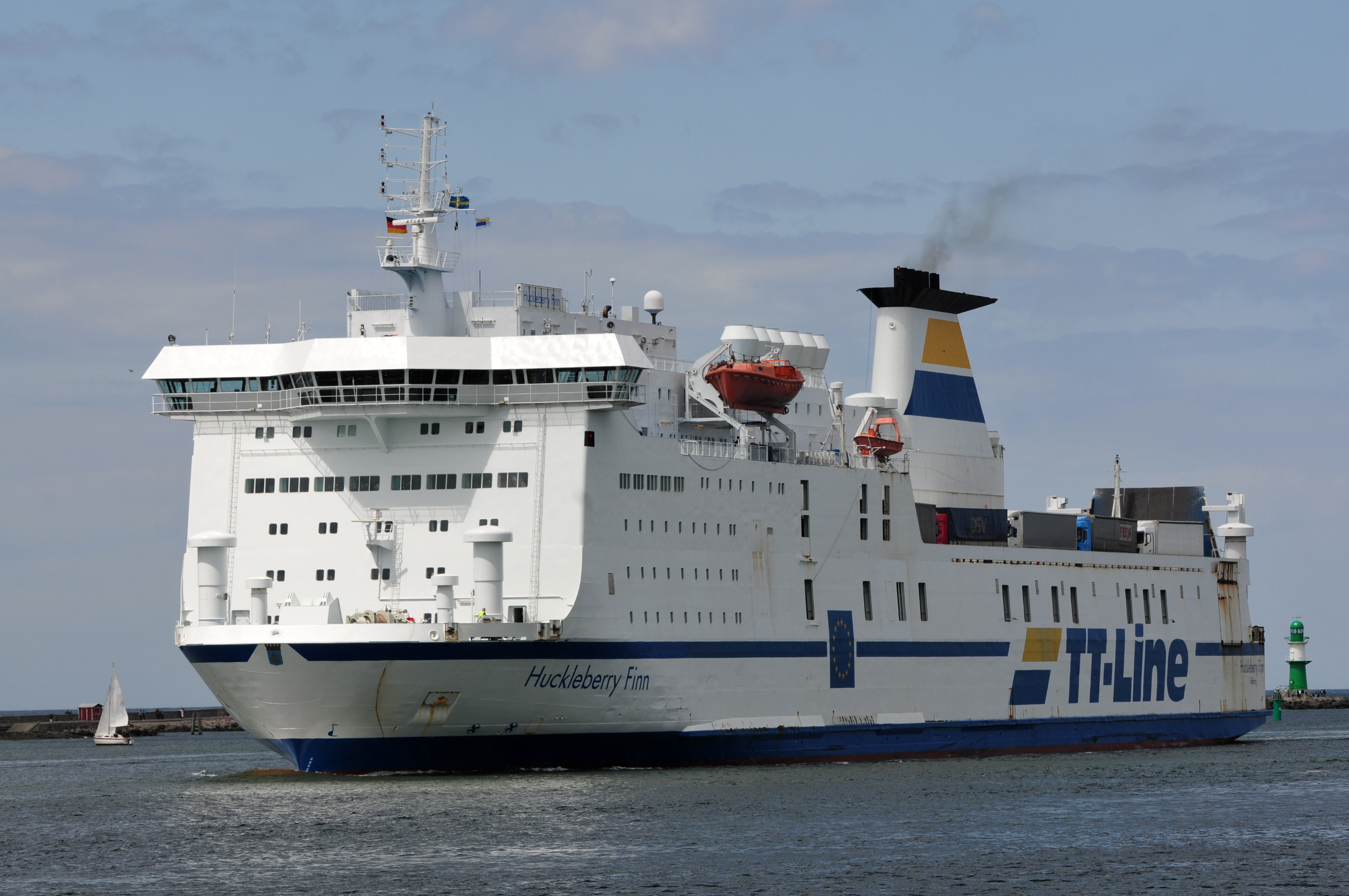
M/S Peter Pan (IV) (1993–2001), byggd 1988 numera M/S Huckleberry Finn
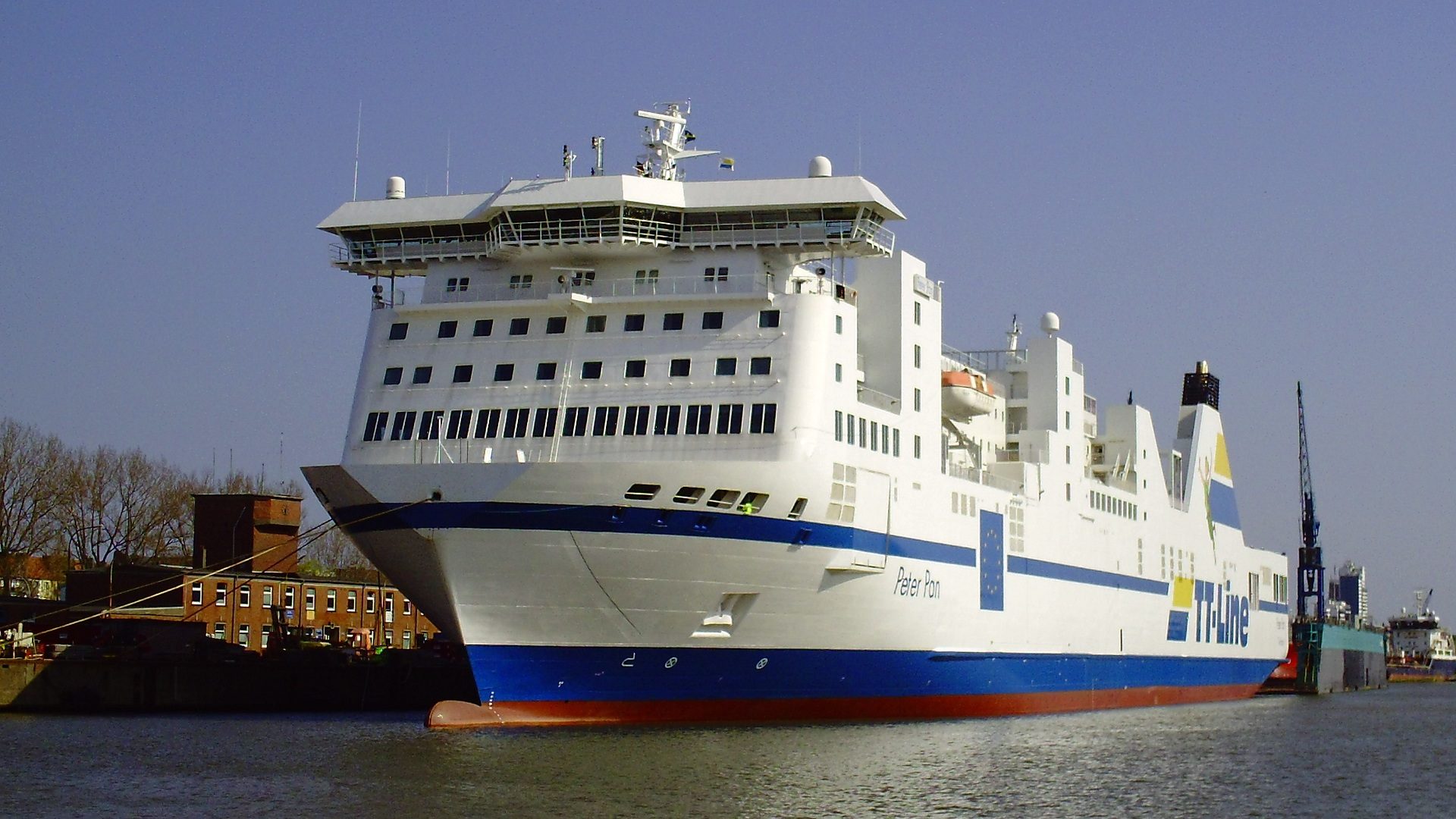
M/S Peter Pan (V) (2001–2022), numera M/S Tinker Bell